# Eill
eill（エイル、1998年6月17日 - ）は、日本の女性シンガーソングライター。東京都出身。所属レーベルはポニーキャニオン。以前の名義はENNE。2018年にeillに改名。
Chie（YABI×YABI）、月川玲（YABI×YABI）、Foi（シンガーソングライター）と結成したバンド「CHIANZ」（チアンズ）のボーカル、キーボード、マニピュレーターとしても活動している。

## 来歴
15歳から作曲を始めた。
2016年から約1年間、シンガーソングライターによるユニットぷらそにかに参加した後、2018年に活動名義をeillに改名し、同年6月にCDシングル「MAKUAKE」にてインディーズデビュー。2019年11月にファースト・アルバム「SPOTLIGHT」をリリースした。EXIDやNEWSに楽曲を提供したり、SKY-HI、m-floの楽曲に参加した。
2021年4月に配信シングル「ここで息をして」をポニーキャニオンからリリースしメジャーデビュー。
2022年2月2日にメジャー1stアルバム『PALETTE』をリリース。タイトル曲「palette」は、アクエリアスの新TVCMソングになっている。
2022年3月にはジャニーズWESTの8thアルバム、Mixed Juiceの収録曲「ブルームーン」を提供。また9月7日には、劇場アニメ『夏へのトンネル、さよならの出口』の主題歌「フィナーレ。」と挿入歌「プレロマンス」を収録したデジタルEP『プレロマンス / フィナーレ。』をリリースした。
2023年3月15日には、株式会社リクルート『まだ、ここにない、出会い。ここにない、音楽。Presented by RECRUIT』タイアップソング「WE ARE」を配信リリース。映像監督のQQQが手掛けた同曲のミュージック・ビデオを公式YouTubeチャンネルで公開。また6月14日には、新・恋愛リアリティ番組『ラブ トランジット』主題歌「happy ending」を配信リリース。アニメーターのTatsuya Watanabe / BORISが手掛けた同曲のリリック・ビデオを公式YouTubeチャンネルに公開した。同月22日に、デビュー5周年記念ライブ『eill 5th Anniversary Live “MAKUAKE”』を東京・EX THEATER ROPPONGIにて開催し、8月23日には、新曲「罠」を配信リリースした。
2023年10月6日には、自身初となる韓国でのワンマンライブ『eill LIVE IN SEOUL』をソウルのHONGDAE WEST BRIDGEにて開催。また11月22日には、韓国のラッパー・音楽プロデューサーGRAYをプロデューサーに、同じく韓国のラッパーpunchnelloをフィーチャリング・アーティストとして迎え制作した自身初となる韓国語詞の楽曲「CHEAT LIFE」を配信リリース。公式YouTubeチャンネルに公開した同曲のリリック・ビデオは、イラストレーターのがーこが手掛けた。
2024年2月29日、eillとSONG（iKON）がコラボ歌唱した「フィナーレ。」（2022年リリース）のカバー・チャレンジ・ムービーを自身の公式YouTubeチャンネルで公開。また3月6日には、eill（ボーカル、キーボード、マニピュレーター）、シンガーソングライターのFoi（ボーカル、ギター）、YABI×YABIのChie（ギター）、同じくYABI×YABIのメンバーで女優としても活動している月川玲（ベース）の幼馴染み4人でガールズバンド「CHIANZ」（読み：チアンズ）を結成し、1stデジタルシングル「GIG」を配信リリースした。19日にはeillとして約9ヶ月ぶりとなる国内ワンマンライブ『BLUE ROSE SHOW 2024 in TOKYO』を東京・Zepp DiverCityにて開催した。
2024年4月28日には韓国で2度目となるワンマンライブ『eill BLUEROSE SHOW 2024 in SEOUL』をHONGDAE Rollinghallにて開催し、7月24日には3ヶ月連続配信リリースの第1弾シングル「BAE」（読み：ベイ）を、8月21日にはAmazonPrime『ラブ トランジット シーズン2』の主題歌「happy ever after」をリリース。
同年9月7日から10月18日まで、約2年半ぶりとなる全国ツアー『BLUE ROSE TOUR 2024』を開催。またツアー初日と同日にメジャー2ndアルバム『my dream box』のフィジカル版（KiT ver.）をツアー会場及びポニーキャニオン公式通販サイト限定で発売。9月25日にフジテレビ系月9ドラマ『嘘解きレトリック』の主題歌で2ndアルバムからの先行配信曲「革命前夜」を配信した後、10月9日に2ndアルバム『my dream box』のデジタル配信版をリリースした。また11月11日には「happy ever after」をピアノ・アレンジ特別バージョンで演奏したスタジオライブ映像を公式YouTubeチャンネルで公開した。
2025年3月19日に「fortnight」、7月16日には「Love, lala ～恋の行方～」を配信シングルとしてリリースした。また8月6日には、eillとHARAM（Billlie）がデュエット・カバーした「フィナーレ。」のカバー動画を自身の公式YouTubeチャンネルで公開した。

## ディスコグラフィー

### ENNE 名義

#### アルバム
|     | 発売日        | タイトル | 規格品番 | 備考                                   |
| --- | ------------- | -------- | -------- | -------------------------------------- |
| 1st | 2016年3月30日 | U17      |          | デジタル配信。CDはライブ会場限定販売。 |

### eill 名義

#### アルバム
|          | 発売日                                                 | タイトル           | 規格品番                             | 備考 |
| -------- | ------------------------------------------------------ | ------------------ | ------------------------------------ | --- |
| 1st mini | 2018年10月3日                                          | MAKUAKE            | XQBZ-1039                            | オリコン最高277位 |
| 1st      | 2019年11月6日                                          | SPOTLIGHT          | DDCB-12362                           | オリコン最高157位 |
| 2nd mini | 2020年11月4日                                          | LOVE / LIKE / HATE | DDCB-12368                           | オリコン最高87位 |
| 2nd      | 2022年2月2日                                           | PALETTE            | PCCA-06105（CD+BD） PCCA-06106（CD） | オリコン最高39位 |
| 3rd      | 2024年9月7日（KiT Ver.） 2024年10月9日（デジタル配信） | my dream box       | PCSP-06056（デジタル配信）           | 「KiT Ver.」は、eill OFFICIAL STORE、 ポニーキャニオンショッピングクラブ、 ツアー「BLUE ROSE TOUR 2024」の会場限定で販売。 オリコンデジタルアルバム 売上ランキング最高25位 |

#### デジタルシングル
| 発売日         | タイトル                                      | レーベル           | 備考 |
| -------------- | --------------------------------------------- | ------------------ | --- |
| 2018年6月13日  | MAKUAKE                                       | eill               | デビュー曲 |
| 2018年7月18日  | HUSH                                          | eill               | プロデュースは高橋海（LUCKY TAPES）が手掛けた。                                                                  |
| 2018年8月22日  | HUSH -MONJOE Remix-feat.Kick a Show           | eill               | |
| 2018年11月4日  | MAKUAKE PARKGOLF remix                        | eill               | |
| 2019年2月13日  | FUTURE WAVE - Mori Zentaro (Remix)            | eill               | |
| 2019年5月22日  | 20                                            | SPACE SHOWER MUSIC | |
| 2019年6月26日  | Succubus                                      | SPACE SHOWER MUSIC | |
| 2019年7月24日  | Succubus feat.Kvi Baba (grooveman Spot Remix) | SPACE SHOWER MUSIC | |
| 2019年9月25日  | ONE LAST TIME (Prod.AmPm)                     | SPACE SHOWER MUSIC | |
| 2020年5月20日  | FAKE LOVE/                                    | SPACE SHOWER MUSIC | |
| 2020年7月1日   | 踊らせないで                                  | SPACE SHOWER MUSIC | |
| 2020年8月5日   | Night D                                       | SPACE SHOWER MUSIC | |
| 2020年10月14日 | 片っぽ                                        | SPACE SHOWER MUSIC | |
| 2021年4月9日   | ここで息をして                                | ポニーキャニオン   | |
| 2021年6月21日  | hikari                                        | ポニーキャニオン   | |
| 2021年8月11日  | 花のように                                    | ポニーキャニオン   | |
| 2021年9月8日   | プラスティック・ラブ                          | ポニーキャニオン   | 竹内まりやのカバー。                                                                                             |
| 2021年11月10日 | 23                                            | ポニーキャニオン   | |
| 2022年6月17日  | HAPPY BIRTHDAY 2 ME                           | ポニーキャニオン   | |
| 2022年7月27日  | スキ                                          | ポニーキャニオン   | |
| 2022年9月7日   | プレロマンス / フィナーレ。                   | ポニーキャニオン   | |
| 2023年3月15日  | WE ARE                                        | ポニーキャニオン   | |
| 2023年6月14日  | happy ending                                  | ポニーキャニオン   | |
| 2023年8月23日  | 罠                                            | ポニーキャニオン   | |
| 2023年11月22日 | CHEAT LIFE (prod. by GRAY) [feat. punchnello] | ポニーキャニオン   | |
| 2024年2月28日  | 25                                            | ポニーキャニオン   | |
| 2024年7月24日  | BAE                                           | ポニーキャニオン   | 楽曲タイトルの読み方はベイ。「before anyone else」という英語の略で、『大切な人』という意味合いが込められている。 |
| 2024年8月21日  | happy ever after                              | ポニーキャニオン   | |
| 2024年9月25日  | 革命前夜                                      | ポニーキャニオン   | |
| 2025年3月19日  | fortnight                                     | ポニーキャニオン   | |
| 2025年7月16日  | Love, lala ～恋の行方～                       | ポニーキャニオン   | |

#### アナログシングル
| 発売日         | タイトル                                   | 規格品番   |
| -------------- | ------------------------------------------ | ---------- |
| 2018年9月12日  | HUSH / HUSH -MONJOE Remix-feat.Kick a Show | HR7S103    |
| 2020年10月24日 | SPOTLIGHT                                  | DDKB-91020 |
| 2021年11月27日 | プラスティック・ラブ / 夢の続き            | SCR001     |

#### フィーチャリング作品
- SKY-HI
  - 「So What?? -Remix- feat. eill & KEN THE 390 (MIX TAPE)」（2018年8月21日）
  - 「New Verse -Remix- feat. eill」（2019年2月8日）[53]
- YOSA & TAAR
  - 「Red ft. eill 」（2019年3月27日発売、アルバム『Modern Disco Tours』収録）[54]
- Kick a Show
  - 「Super Hero feat. eill 」（2019年4月26日）[55]
- neufneuf
  - 「Summer Sunset feat.eill」（2019年9月9日発売、EP『neverenuf』収録）[56]
- 輪入道
  - 「YELL feat. eill」（2019年7月14日）
- Wengie
  - 「Wengie ft. eill, David Amber - TALK TALK (Japanese Version) 」（2019年12月7日）[57]
- GANMI
  - 「With U feat.eill (Prod.PARKGOLF)」（2020年1月8日）[58]
- さなり
  - 「Nights feat.ØZI & eill」（2020年2月28日）[59]
- m-flo
  - 「tell me tell me」（2020年3月6日）※「m-flo♡Sik-K & eill & 向井太一」名義[60]
  - 「EKO EKO」（2025年6月18日）※「m-flo loves ZICO, eill」名義[61]
- 片寄涼太
  - 「今夜はブギー・バック feat.eill / prod. Shin Sakiura」（2024年8月21日）[62]
- ALI
  - 「LOVE IS KILLING ME feat. eill」（2025年2月19日）※ABEMA『ラブパワーキングダム ～恋愛強者選挙～』主題歌[63][64]

#### 楽曲提供
- EXID
  - 「Bad Girl For You」
- NEWS
  - 「STAY WITH ME」
  - 「100年前から｣ （作詞・作曲）
- テヨン（少女時代）
  - 「#GirlsSpkOut -ft. ちゃんみな」（作詞[65]）
- ジャニーズWEST
  - 「ブルームーン」[66]
- BE:FIRST
  - 「Betrayal Game」（作曲）
  - 「Message」（作詞・作曲）
  - 「夢中」（[共作詞・共作曲・共同プロデュース）[67][68]
    - フジテレビ系木曜劇場『波うららかに、めおと日和』主題歌[68]
- IVE「After LIKE」
  - 「Take It」 -Japanese ver.-（日本語詞担当）
  - 「CRUSH」(作詞)
- 石原夏織
  - 「recipe」（作詞・作曲[69]）
- 片寄涼太
  - 「tenkiame」 （作詞・作曲[62]）
- REIRIE
  - 「CHERRY」
- IS:SUE
  - 「SHINING」（共作詞[70]）
  - 「Starstruck」（共作詞[70]）

### CHIANZ 名義

#### デジタルEP
| 発売日        | タイトル | 規格品番   | レーベル         | 備考                                                                 |
| ------------- | -------- | ---------- | ---------------- | -------------------------------------------------------------------- |
| 2024年6月26日 | OGYA     | PCSP-05885 | early Reflection |                                                                      |
| 2025年7月2日  | MESSY    | PCSP-06564 | early Reflection | CDは8月10日に表参道・ WALL&WALLで行われる リリースパーティーで販売。 |

#### デジタルシングル
| 発売日        | タイトル       | 規格品番   | レーベル         | 備考 |
| ------------- | -------------- | ---------- | ---------------- | ---- |
| 2024年3月6日  | GIG            | PCSP-05732 | early Reflection |      |
| 2024年4月17日 | NOT MY FAULT   | PCSP-05768 | early Reflection |      |
| 2024年6月5日  | LOVE GONNA DIE | PCSP-05835 | early Reflection |      |
| 2024年9月18日 | GIRL           | PCSP-06079 | early Reflection |      |

## ミュージックビデオ
| 公開日     | 監督                                | 曲名                                         | 備考                   |
| ---------- | ----------------------------------- | -------------------------------------------- | ---------------------- |
| 2018/6/12  | Kazuki Sekiyama(IN FOCUS.Inc)       | MAKUAKE                                      | モーガン茉愛羅が出演。 |
| 2018/9/28  | マザーファッ子                      | FUTURE WAVE                                  | [ 78 ]                 |
| 2019/6/26  | eill                                | Succubus                                     | [ 79 ]                 |
| 2019/10/23 | 黒柳勝喜                            | SPOTLIGHT                                    | [ 80 ]                 |
| 2020/5/20  | 加藤秀仁                            | FAKE LOVE/                                   | [ 81 ]                 |
| 2020/8/5   | 加藤秀仁                            | Night D                                      | 女優の森田望智が出演。 |
| 2020/10/14 | Hidejin Kato                        | 片っぽ                                       | [ 83 ]                 |
| 2021年/4/9 | Sota (GANMI)                        | ここで息をして                               |                        |
| 2021/6/21  | Yuka Yamaguchi (DRAWING AND MANUAL) | hikari                                       | [ 84 ]                 |
| 2021/8/11  | Rachel Chie Miller                  | 花のように                                   | [ 85 ]                 |
| 2021/11/10 | eill                                | 23                                           | [ 86 ]                 |
| 2022/1/19  | Hidejin Kato                        | いけないbaby                                 | [ 87 ]                 |
| 2022/5/24  | Hiroki Nakamura                     | palette                                      |                        |
| 2022/6/17  | eill                                | HAPPY BIRTHDAY 2 ME                          |                        |
| 2022/7/27  | Taichi Hishikawa                    | スキ                                         |                        |
| 2022/8/24  | Kana Eguchi                         | プレロマンス                                 |                        |
| 2022/9/9   |                                     | フィナーレ。                                 |                        |
| 2023/3/15  |                                     | WE ARE                                       |                        |
| 2023/08/23 |                                     | 罠                                           | [ 88 ]                 |
| 2023/11/22 | Gaako                               | CHEAT LIFE(feat. punchnello) (prod. by GRAY) |                        |
| 2024/2/28  |                                     | 25                                           |                        |
| 2024/8/21  |                                     | happy ever after                             |                        |
| 2024/9/27  |                                     | 革命前夜                                     | [ 89 ]                 |
| 2025/3/21  |                                     | fortnight                                    | [ 90 ]                 |

## タイアップ
| 年     | 曲名                      | タイアップ                                                                                     |
| ------ | ------------------------- | ---------------------------------------------------------------------------------------------- |
| 2019年 | 20                        | Netflix / FOD『TERRACE HOUSE TOKYO 2019-2020』挿入歌                                           |
| 2020年 | 踊らせないで              | テレビ東京系 ドラマ25「女子グルメバーガー部」主題歌                                            |
| 2020年 | Night D                   | FODドラマ「あの子が生まれる…」主題歌                                                           |
| 2021年 | ここで息をして            | テレビアニメ 「東京リベンジャーズ」エンディングテーマ                                          |
| 2021年 | hikari                    | フジテレビ系 月9ドラマ「ナイト・ドクター」オリジナルナンバー                                   |
| 2021年 | 花のように                | マルイ「HANABI FLOWERS」インスタレーションテーマソング                                         |
| 2021年 | プラスティック・ラブ      | 映画「先生、私の隣に座っていただけませんか?」主題歌                                            |
| 2021年 | HARU                      | 東京通信大学 CMソング                                                                          |
| 2021年 | 23                        | ABEMA『私の年下王子さま 100人の王子編』主題歌                                                  |
| 2021年 | 片っぽ –Acoustic Version- | ABEMA「私が獣になった夜」主題歌                                                                |
| 2022年 | いけないbaby              | ABEMA『私が獣になった夜 〜好きになっちゃいけない〜』主題歌                                     |
| 2022年 | いけないbaby              | LINEマンガ『ラブミーテンダーにさようなら』（作・明生チナミ）コラボレーション楽曲               |
| 2022年 | palette                   | 日本コカ・コーラ「アクエリアス」CMソング                                                       |
| 2022年 | letter…                   | チャリティ映画『DONOR -あなたの行動で救える命-』メインテーマ                                   |
| 2022年 | フィナーレ。              | 劇場アニメ『夏へのトンネル、さよならの出口』主題歌                                             |
| 2022年 | プレロマンス              | 劇場アニメ『夏へのトンネル、さよならの出口』挿入歌                                             |
| 2022年 | 片っぽ -Acoustic Version- | 劇場アニメ『夏へのトンネル、さよならの出口』挿入歌                                             |
| 2023年 | WE ARE                    | リクルート「まだ、ここにない、出会い。ここにない、音楽。Presented by RECRUIT」タイアップソング |
| 2023年 | happy ending              | Amazon Prime Video オリジナル番組『ラブ トランジット』主題歌                                   |
| 2024年 | happy ever after          | Amazon Prime Video オリジナル番組『ラブ トランジット シーズン2』主題歌                         |
| 2024年 | 革命前夜                  | フジテレビ系月9ドラマ『嘘解きレトリック』主題歌                                                |

## 出演

### テレビ
- ヒャダ×体育のワンルーム☆ミュージック（NHK Eテレ）「1つのメロディーから簡単曲作り×eill」（2022年1月26日）

### ラジオ
- SONAR'S ROOM（2020年 - 2021年、J-WAVE）※SONAR MUSIC内コーナー月曜担当[102]
- はじめましてeillです（2021年8月12日、ニッポン放送）[103]
- eillの長電話（2021年11月9日 - 2022年2月8日、計6回、block.fm）[104][105]
- おひさしぶりですeillです（2022年2月11日、ニッポン放送）[106]

### その他
- JBL『ポータブルスピーカー』 イメージキャラクター（2021年）[107]
- NHK 『NABE』プロジェクト 宣伝大使「BUGYOZ」メンバー（2022年）[108]

## 主なライブ

### ワンマンライブ・ツアー
| 開催日                  | タイトル                                 | 備考                              |
| ----------------------- | ---------------------------------------- | --------------------------------- |
| 2021年3月21日           | eill the show2021                        | Shibuya WWW X                     |
| 2021年7月15日・8月13日  | eill Live Tour 2021『ここで息をして』    |                                   |
| 2022年2月2日            | 1st Album "PALETTE" Release Special Live | Shibuya WWW                       |
| 2022年2月6日〜6月15日   | BLUE ROSE TOUR 2022                      |                                   |
| 2022年9月10日〜11月20日 | eill『LIVE TOUR 2022』                   |                                   |
| 2023年3月3日            | ビルボード・ウィメン・イン・ミュージック | Billboard Live YOKOHAMA（二部制） |
| 2023年6月22日           | eill 5th Anniversary Live "MAKUAKE"      | EX THEATER ROPPONGI               |
| 2023年10月6日           | eill LIVE IN SEOUL                       | HONGDAE WEST BRIDGE               |
| 2024年3月19日           | BLUE ROSE SHOW 2024 in TOKYO             | Zepp DiverCity                    |
| 2024年4月28日           | eill BLUEROSE SHOW 2024 in SEOUL         | HONGDAE Rollinghall               |
| 2024年9月7日～10月18日  | BLUE ROSE TOUR 2024                      |                                   |